# Castilleja covilleana
Castilleja covilleana là loài thực vật có hoa thuộc họ Cỏ chổi. Loài này được Hend. mô tả khoa học đầu tiên năm 1900.